# Ampelos (Kreta)

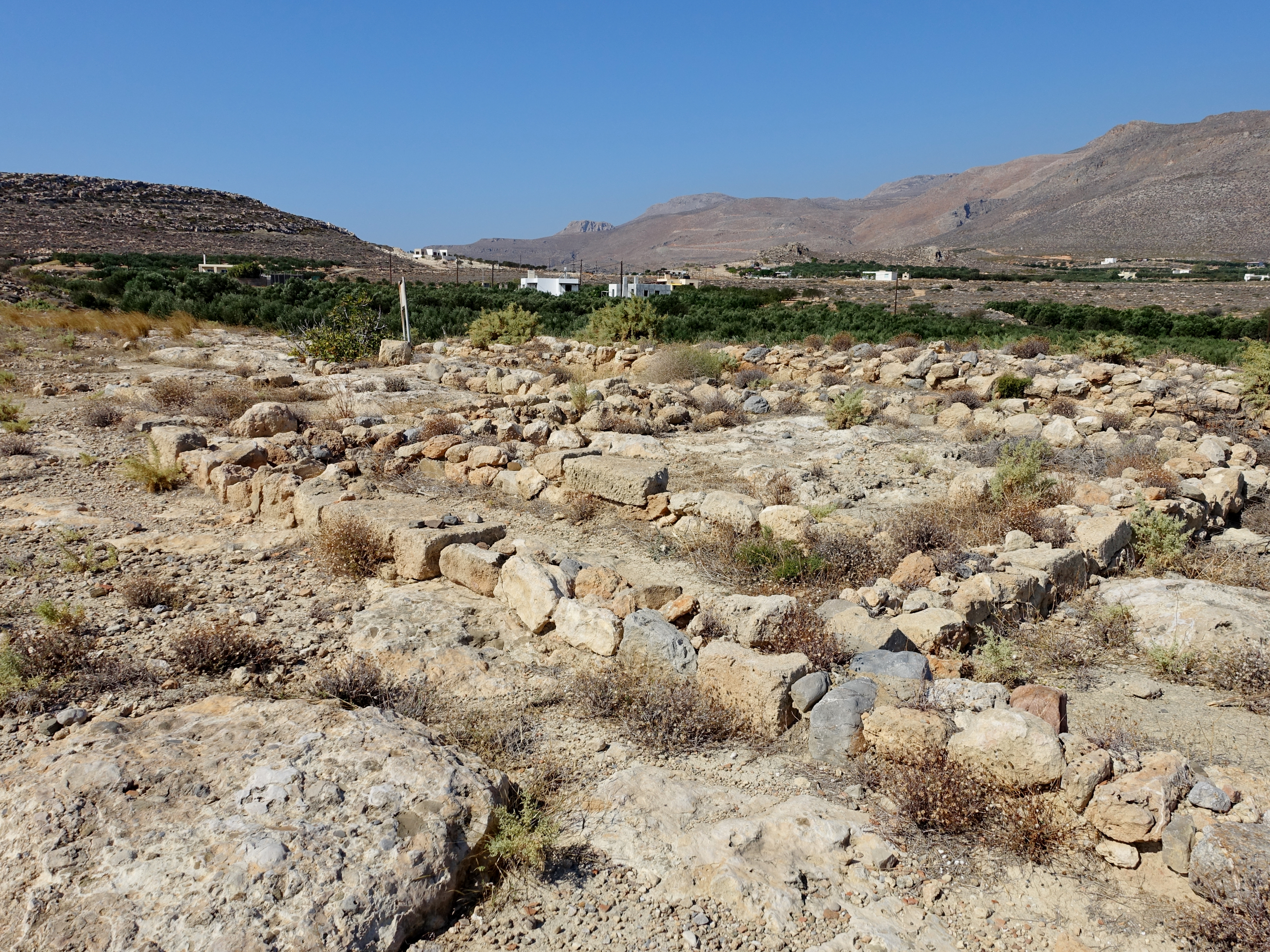
Hellenistische Siedlung auf dem Hügel Farmakokefalo an der Ostküste Kretas bei Xerokambos, Gemeinde Sitia, Kreta, Griechenland

Ampelos (altgriechisch Ἄμπελος) war in der Antike ein Kap und eine Stadt an der Südostküste der griechischen Insel Kreta. Das Kap wird bei Ptolemaios (3,17,4), die Stadt als eine der oppida insignia bei Plinius (Nat. 4,59) erwähnt. Identifiziert wurde die Lage der Stadt auf Kreta gegenüber den Kavallos-Inseln (Νησίδες Καβάλοι) von Thomas A. B. Spratt. Ampelos wird beim heutigen Xerokambos (Ξερόκαμπος) lokalisiert, wo sich auf dem Hügel Farmakokefalo (Φαρμακοκέφαλο) die Ausgrabungsstätte einer hellenistischen Siedlung befindet.